# فيشاميند
فيشاميند (بالألمانية: Fischamend) هي بلدة تقع في مقاطعة بروك أن دير ليثا في ولاية النمسا السفلى.